# Proto-maya
Le proto-maya est l'ancêtre hypothétique des langues mayas. Il aurait été parlé en Mésoamérique vers -5000 av-J.C. Il s'est ensuite diversifié, et 6 branches sont apparues : les branches tzeltal-chol, huastèque, kanjobal, quiché, mam et yucatèque.
Les 31 langues mayas actuellement parlées, descendraient ainsi toutes de cet ancêtre hypothétique.